# Damalis hyalipennis
Damalis hyalipennis är en tvåvingeart som beskrevs av Macquart 1846. Damalis hyalipennis ingår i släktet Damalis och familjen rovflugor. Inga underarter finns listade i Catalogue of Life.